# Beantwortete Fragen
Das Buch Beantwortete Fragen (englisch: Some Answered Questions) ist eine Sammlung von 84 Lehrgesprächen und entstand aus den persischen Mitschriften, die während der Interviews der amerikanischen Bahai Laura Clifford Barney (1879–1974) mit Abdul-Baha zwischen den Jahren 1904 und 1906 in Akkon angefertigt wurden. Diese Mitschriften wurden von Abdul-Baha korrigiert und mit seiner Erlaubnis im Jahre 1908 in London auf Englisch veröffentlicht. Ebenfalls 1908 wurde in London eine persische Ausgabe veröffentlicht. Frau Barney arbeitete selbst mit ihrem späteren Ehemann, dem Gelehrten Hippolyte Dreyfus-Barney, an der französischen Übersetzung, die unter dem Titel „Les Leçons de Saint Jean d’Acre“ erschien. Mittlerweile liegt das Buch in zahlreichen anderen Übersetzungen vor. Zum Beispiel in Deutsch. Die Deutsche Nationalbibliothek gibt an, dass bereits 1929 die Beantworteten Fragen in Stuttgart erschienen sind. Das persische Originalmanuskript mit den Korrekturen Abdul-Bahas hat die Herausgeberin dem internationalen Bahai-Archiv in Haifa vermacht. 2014 wurde vom Bahá’í-Weltzentrum in Haifa eine überarbeitete Version des englischen Textes herausgegeben, der auf dem von Abdul-Baha redigierten persischsprachigen Text basiert.

## Inhalt
Die Lehrgespräche wurden ursprünglich nicht in einer bestimmten Reihenfolge gegeben, sondern erst zur Erleichterung des Lesers in 5 Themen geordnet.
Der erste Teil behandelt den Einfluss der Gottesoffenbarer auf die Entwicklung der Menschheit. Abdul-Baha erklärt darin unter anderem die Gottesgesandtschaft von Abraham, Moses, Jesus Christus, Mohammed, dem Bab und Baha’u’llah und deutet Prophezeiungen aus dem 11. und 12. Kapitel der Offenbarung des Johannes sowie des 11. Kapitels des Buches Jesaja.
Im zweiten Teil werden einige christliche Themen erklärt, wie zum Beispiel die Taufe, die Symbole Brot und Wein, Adam und Eva, die Dreifaltigkeit, die Wiederkunft Christi und Jüngstes Gericht usw.
Der dritte Teil befasst sich mit den Kräften und Seinsweisen der Offenbarer Gottes. Es enthält Lehrgespräche über die fünf Stufen des Geistes, das Wissen der Offenbarer, die zwei Arten von Propheten usw.
Im vierten Teil werden Lehrgespräche zusammengefasst, die Ursprung, Kräfte und Seinsweisen des Menschen behandeln. Dieser Teil enthält Lehrgespräche über den Unterschied zwischen Mensch und Tier, Stufe und Fortschritt des Menschen nach dem Tode, über den Einfluss der Sterne, die Heilung durch geistige und materielle Mittel usw.
Der fünfte Teil behandelt verschiedene Themen wie Nichtexistenz des Bösen, Reinkarnation, Pantheismus usw.